# Prison de Millbank
La prison de Millbank, édifiée sur les bords de la Tamise dans le quartier londonien de Westminster, fut pendant près d'un siècle (de 1816 à 1890) le pénitentier national britannique. Elle fut longtemps le centre de regroupement des condamnés à la  déportation vers l'Australie.

## Construction

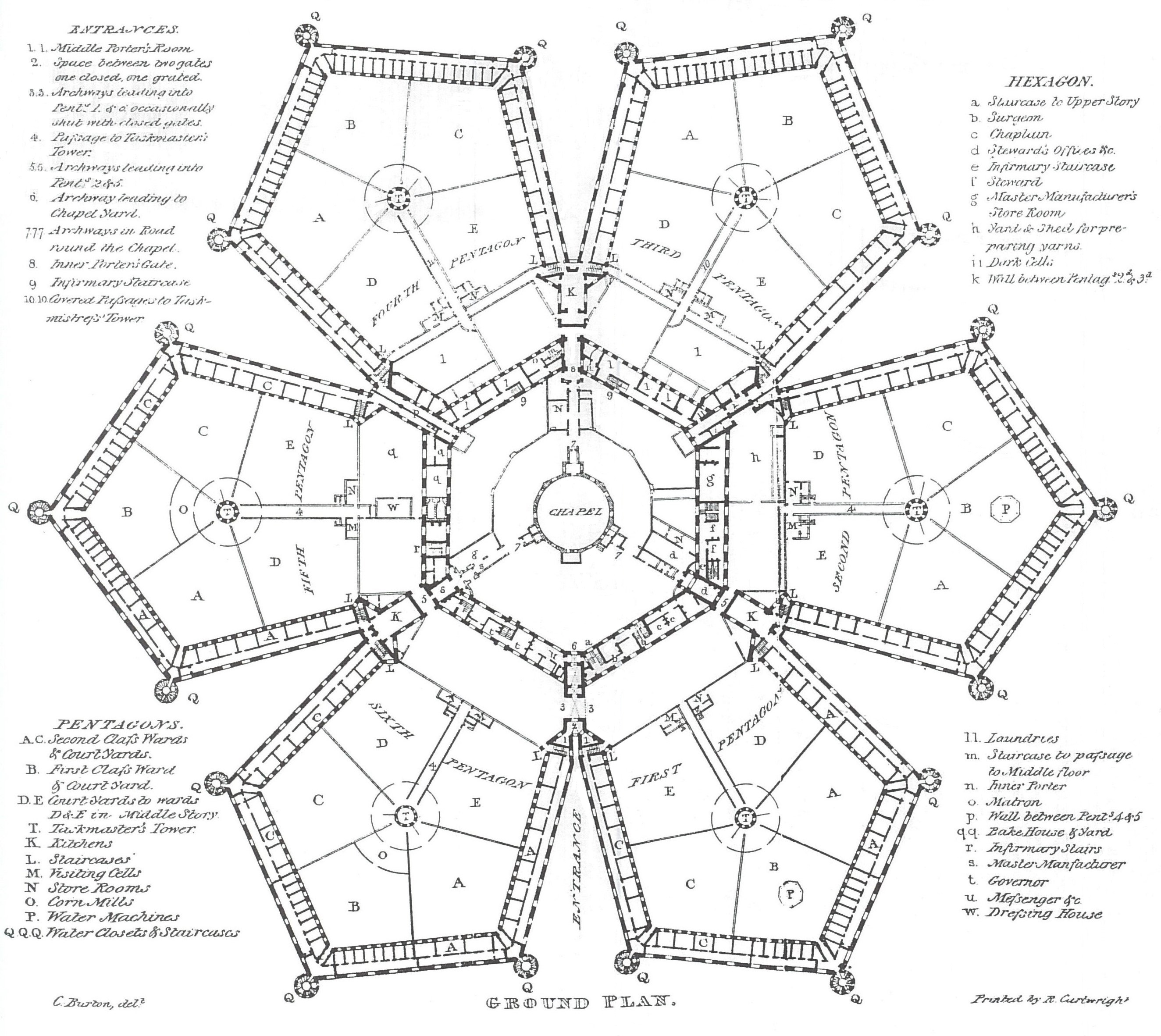
Plan de la Prison de Millbank.

Le philosophe Jeremy Bentham avait consacré une grande partie de son temps et presque toute sa fortune personnelle à la promotion des prisons panoptiques. Après avoir essuyé durant de nombreuses années des refus, ou rencontré des difficultés politiques et financières, il parvint à obtenir l'accord de principe du Parlement britannique; agissant au nom de la Couronne d’Angleterre, il racheta en 1799 les terrains de Millbank au marquis de Salisbury pour 12 000 £, en vue de la construction du nouveau pénitentier national de Grande-Bretagne,. Le projet avorta cependant en 1811, lorsque le Roi s'opposa à l'acquisition de terrains supplémentaires. Après une multitude d'atermoiements, la conception proprement panoptique fut abandonnée, mais les projets continuaient d’atterrir sur les bureaux de la Chancellerie, tant et si bien que la construction reçut une approbation législative avec le Penitentiary House Act de 1812 (52 Geo. 3 c. 44). Le concours d'architecture lancé pour l'aménagement du centre pénitentier de Millbank suscita 43 candidatures : le lauréat fut William Williams, professeur de géométrie descriptive à l'Académie royale militaire de Sandhurst. Le projet de Williams fut adapté par un architecte, Thomas Hardwick, qui prit dans l'année la direction du chantier ; mais Hardwick démissionna en 1813, et John Harvey reprit la maîtrise d’œuvre. Harvey fut remplacé à son tour en 1815 par Robert Smirke, qui mena les travaux à leur terme en 1821. L'édifice final fut approuvé dans sa configuration définitive par le Parlement du Royaume-Uni (Millbank Penitentiary Act 1816) (56 Geo. 3 c. 63).
Les terrains marécageux amenèrent d'emblée des problèmes de tassement, ce qui explique le ballet des architectes. Smirke vint finalement à bout de cette difficulté en recourant à un radier flottant en béton, de conception très moderne ; mais cette innovation fit exploser le coût du projet, qui bondit de  200 000 £ à 500 000 £, soit un prix de revient de 500 £ par cellule.

## Histoire
Les premiers prisonniers, immatriculés le 26 juin 1816, furent exclusivement des femmes ; les premiers détenus hommes n'arrivèrent qu'en janvier 1817. À la fin de l'année 1817, la prison comptait 103 détenus et 109 détenues et à la fin de 1822, 452 détenus et 326 détenues. Aux condamnés à moins de dix ans de travaux forcés en déportation et considérés comme récupérables, la justice offrait l'alternative d'être incarcérés dans cette prison. 
Outre les problèmes de construction, les terrains marécageux propageaient les miasmes ; or les prisonniers, chichement alimentés, étaient sujets aux maladies infectieuses. Cela poussa les autorités à recruter en 1818 le Dr Copland-Hutchison, du dispensaire de Westminster, comme conseiller médical chargé de veiller à la santé des détenus. En 1822–23, une épidémie, combinaison apparente de dysenterie, scorbut, dépression et d'autres affections, décima la prison. Les magistrats prirent finalement la décision de faire évacuer les locaux pour plusieurs mois : on libéra les femmes, et les hommes prisonniers furent transférés temporairement à bord des pontons carcéraux de Woolwich, où leur santé se rétablit promptement.
Mais l&a distribution intérieure de Millbank s'avéra détestable : les gardiens eux-mêmes se perdaient dans l’entrelacs des couloirs, et les voix portaient à travers le système de ventilation, permettant ainsi aux prisonniers de communiquer de cellule en cellule. Enfin, les frais de fonctionnement annuels (16 000 £) étaient exorbitants pour l’époque.
Au regard de ces problèmes, on prit finalement la décision de construire une nouvelle prison modèle à Pentonville, qui ouvrit ses portes en 1842 et assuma le rôle, d'abord dévolu à Millbank, de pénitentier national. Une loi de 1843 entérina le déclassement de Millbank, qui ne fut plus désormais qu'un centre de regroupement préalable à la déportation outre-mer des condamnés aux travaux forcés. Les condamnés pouvaient y résider jusqu'à trois mois avant l'affrètement d'un navire pénitentiaire. Vers 1850, les tribunaux du royaume condamnaient annuellement près de 4 000 individus à la déportation aux colonies. Les convicts étaient soumis à l'isolement carcéral et condamnés au silence pendant les six première semaines.
La déportation à grande échelle prit fin en 1853 (bien que la pratique s'en maintînt à bas bruit jusqu'en 1867), et Millbank ne fut plus désormais qu'une prison locale, avant de devenir en 1870 une prison militaire. Dans la mesure où depuis 1886, elle n'hébergeait plus aucun détenu, elle ferma définitivement en 1890. Sa démolition fut entreprise en 1892, et poursuivie de façon sporadique, au gré des votes des crédits de la Justice, jusqu'en 1903.

## Description

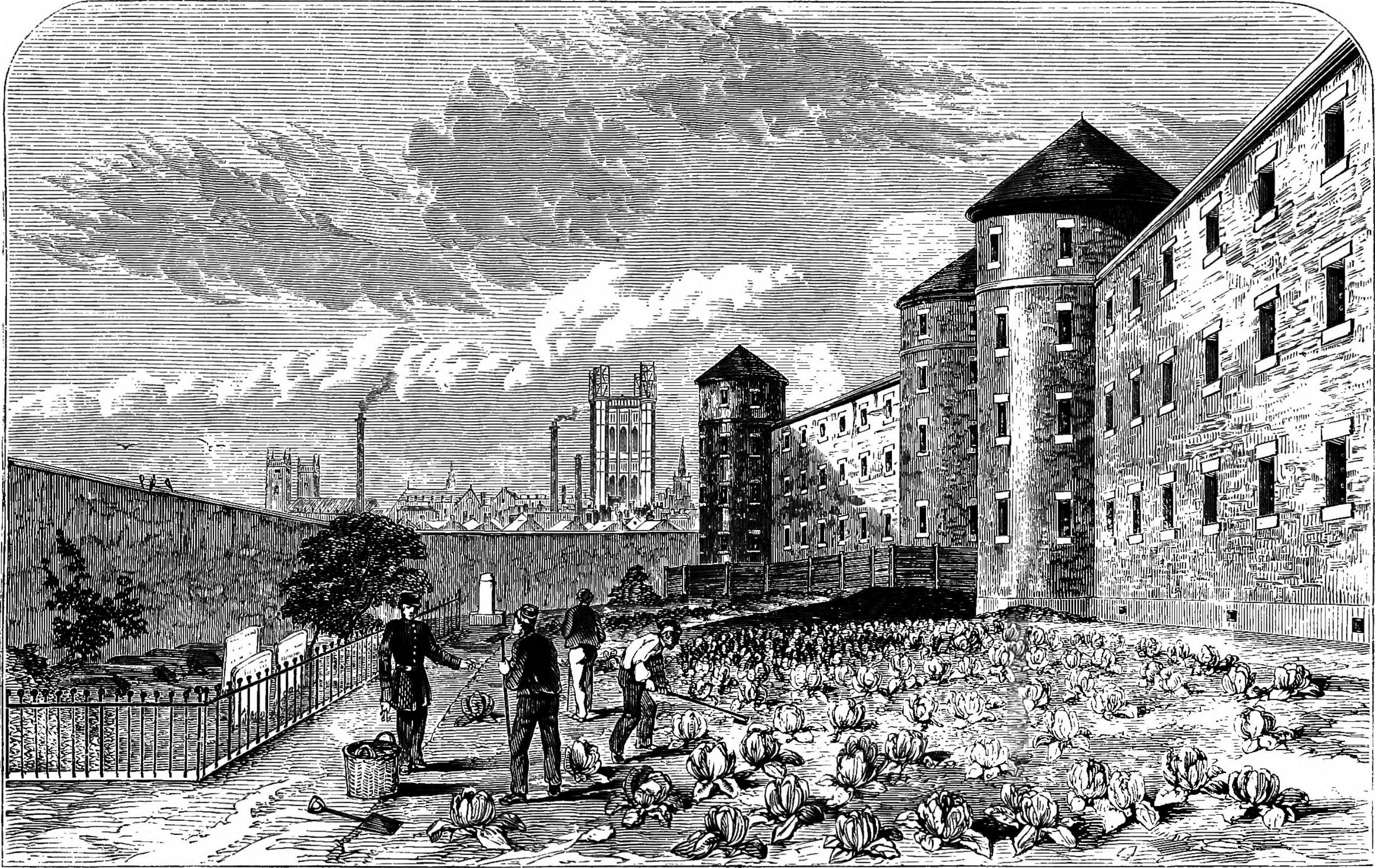
Le cimetière de la prison, avec en arrière-plan le Parlement. Cette image a été publiée en 1862.

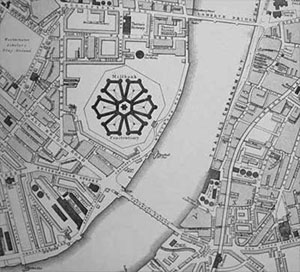
Carte de 1867 montrant la prison et ses alentours.

La prison était centrée sur une chapelle circulaire, entourée d'abord d'un hexagone formé d'ailes à trois étages - comportant les appartements du directeur, les bureaux d'enregistrement et l'intendance (blanchisserie, cantine) ; ce périmètre intérieur donnait à son tour sur six blocs cellulaires en forme de pentagones. Ces immeubles pentagonaux cernaient cinq petites cours (avec un mirador au centre) adossées aux bâtiments de l'administration : elles étaient réservées à la promenade et au travail en plein air des détenus. Les trois sommets extérieurs de chaque pentagone servaient à la fois de tours de surveillance et de cages d'escaliers, outre qu'elles contenaient les sanitaires,. Les deux pavillons du nord-ouest, les plus éloignés de l'entrée, étaient réservés aux détenues.
Un guide de voyage, le Handbook of London de 1850, décrit ainsi la prison :
« Une masse de briques ressemblant à une forteresse, sur la rive gauche de la Tamise, non loin de Vauxhall Bridge; érigée en 1799 sur les terrains du marquis of Salisbury, et instituée en vertu du Penitentiary House Act, voté le 20 août 1812. Elle a été conçue par Jeremy Bentham [inexact], à qui les terrains avaient été confiés, et l'on dit qu'elle a coûté la somme énorme d'un demi-million de livres sterling. Les murs extérieurs forment un octogone irrégulier, et renferment plus de 16 acres (2,5 ha) de terrain. Son dessin en plan affecte la forme d'une roue dont les appartements du gouverneur occuperaient le disque au centre, et d'où irradient six piles terminées extérieurement par des tours. Le terrain sur lequel elle se dresse n'est qu'à peine au-dessus du fleuve, et était naguère considéré comme miasmatique. On l'appela d'abord The Penitentiary, ou « colonie pénitentiaire de Londres et du Middlesex », puis « Prison de Millbank » en vertu du décret de Millbank Prison Act 1843. C'est la plus grande prison de Londres. Tout homme ou toute femme condamnés à la déportation aux colonies séjournent à Millbank en attente d'un embarquement. Ils y demeurent environ trois mois sous la surveillance étroite des trois inspecteurs de la prison, qui dressent à la fin un rapport au Home Secretary préconisant la destination de chaque détenu. On déporte chaque année en Grande-Bretagne et en Irlande environ 4000 condamnés. On pratique l'isolement carcéral autant que la capacité d'accueil de la prison le permet. »
Chaque cellule ne possède qu'une seule fenêtre (donnant sur la cour intérieure pentagonale), comporte un tub, une chaise en bois, un hamac et un matelas, et quelques livres : une Bible, un missel, une arithmétique, l'ouvrage intitulé Home and Common Things et quelques publications libéralement offertes aux détenus par la Society for Promoting Christian Knowledge.
Le Républicain irlandais Michael Davitt, qui fut détenu de façon éphémère à Millbank en 1870, se souvient : 
« Big Ben n'est guère éloignée du pénitentier, si bien que de chaque cellule on entend les coups de l'horloge aussi distinctement que si elle était dans l'une des cours de la prison. Tous les quarts d'heure, de jour comme de nuit, elle joue une mesure de Old Hundredth et cette sonnerie solennelle vient frapper les oreilles de l'auditeur isolé comme la voix de quelque esprit chantant l'hymne funèbre du temps qui passe. »

## Reconquête urbaine

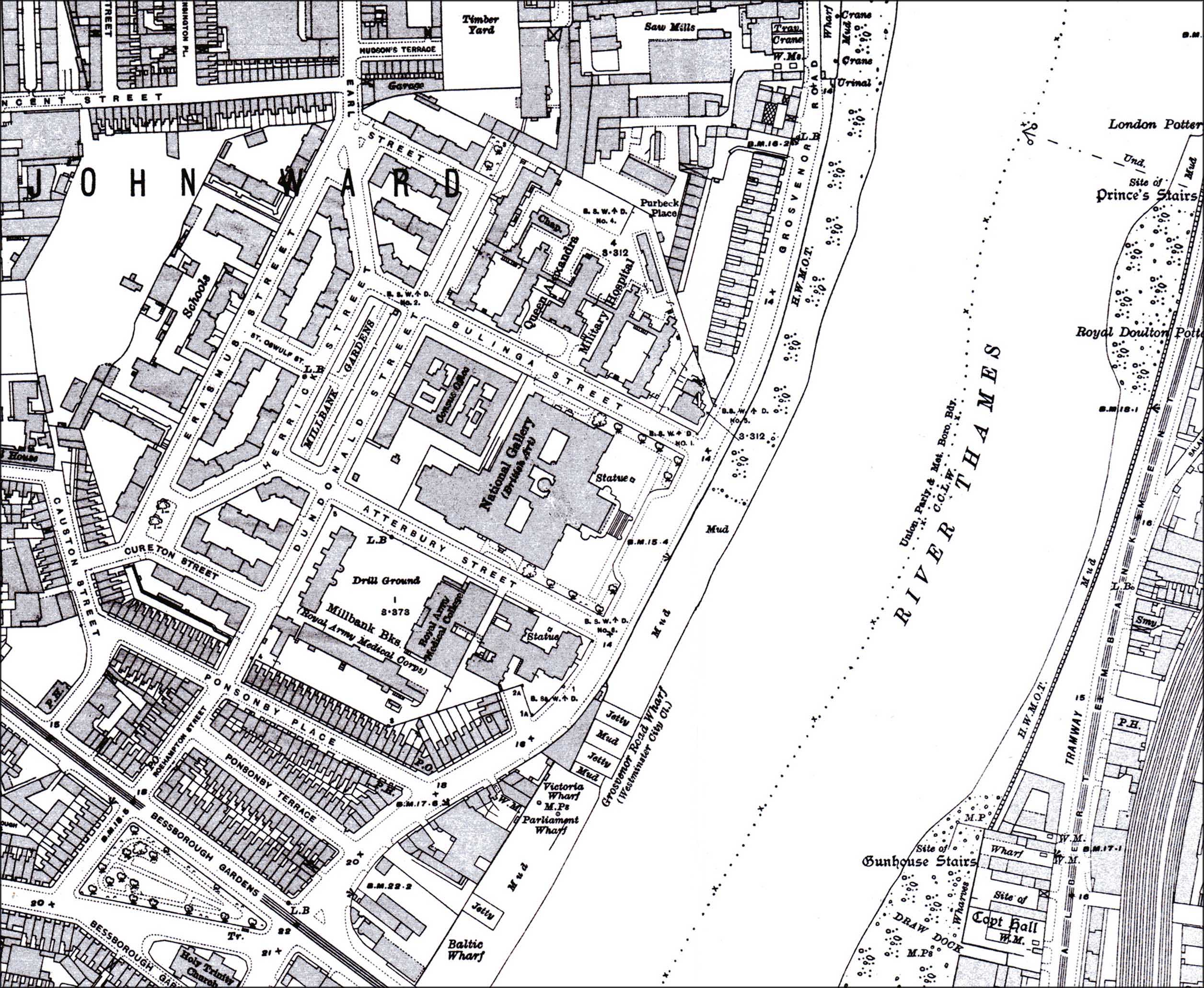
Le site en 1916, après la reconquête urbaine. Le tracé des rues et des immeubles préserve les contours de l'ancienne prison.

Alors qu'on démolissait la prison par quartiers, le site était reconstruit : parmi ces nouveaux édifices, il y eut celui des collections d'art britannique (aujourd'hui Tate Britain), qui ouvrit ses portes en 1897 ; l’École Royale de Médecine militaire, reconvertie depuis 2005 en Chelsea College of Art and Design ; et (avec réemploi des briques d'origine de la prison) la cité Millbank, programme immobilier engagé par le London County Council (LCC) de 1897 à 1902. Le lotissement comprenait 17 immeubles, portant chacun le nom d'un peintre, qui sont aujourd'hui classés Grade II.

## Vestiges

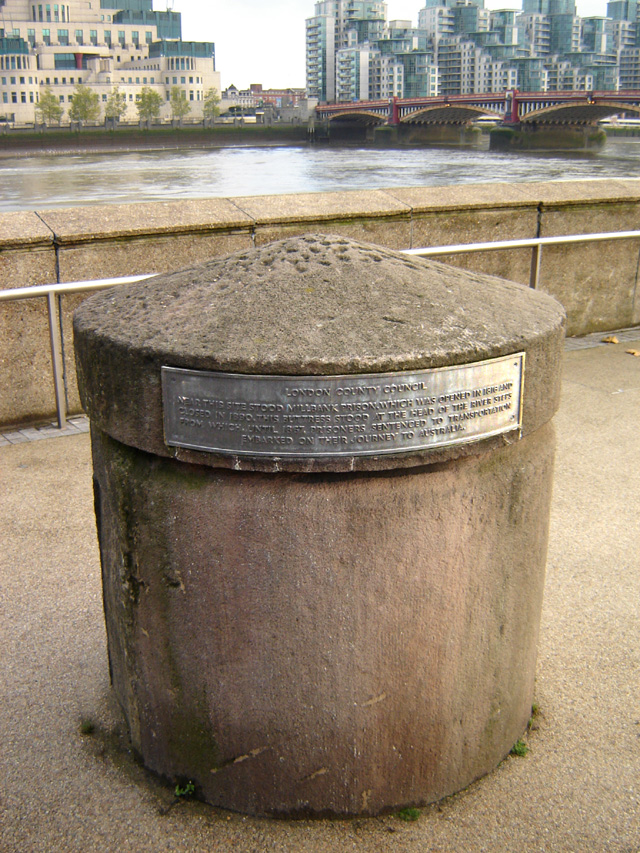
Un bollard du quai d'embarquement des convicts.

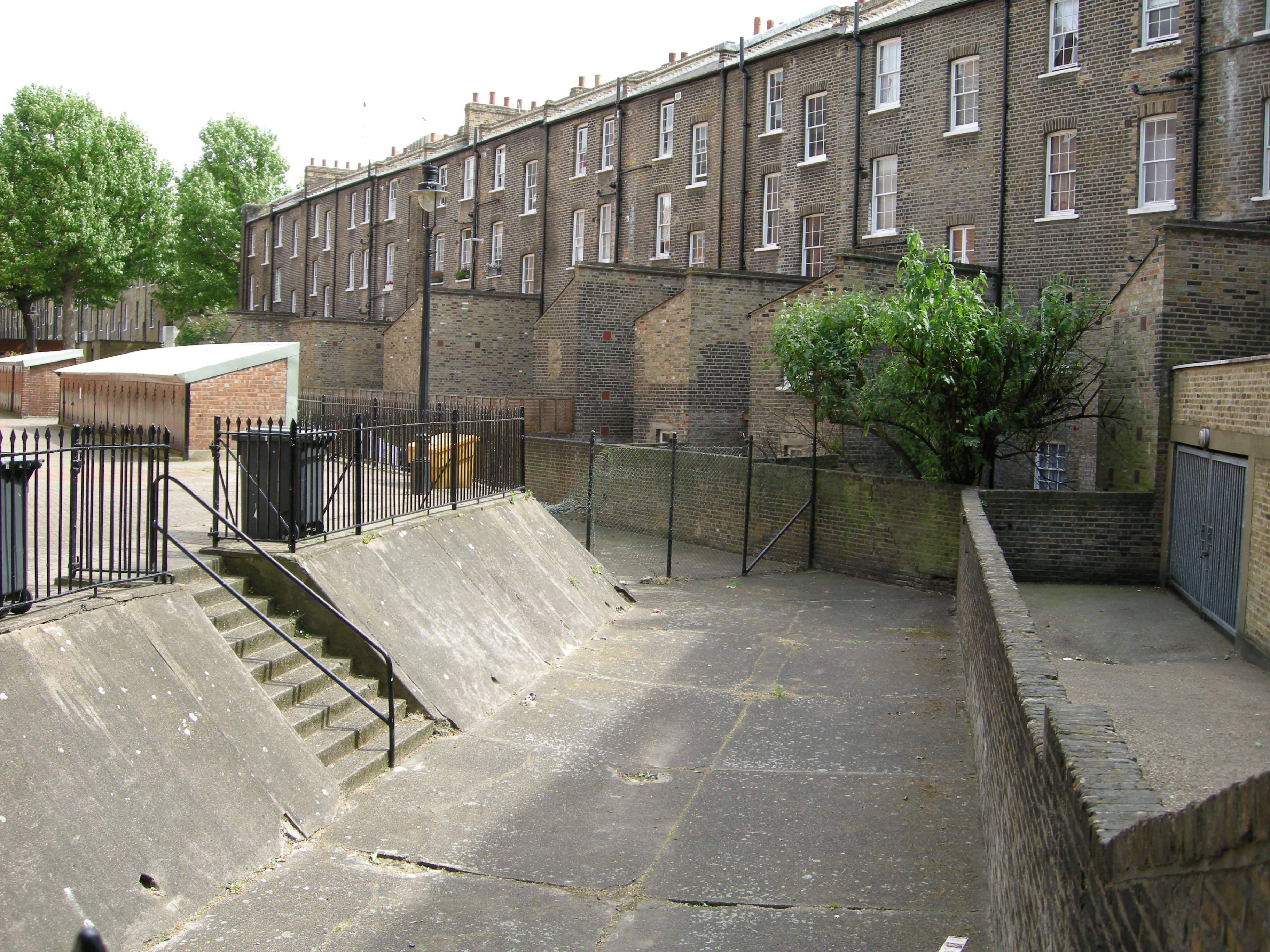
Ce qui reste des fossés d'enceinte.

Il reste de l'ancien quai un gros bollard circulaire portant l'inscription: « Non loin d'ici se dressait naguère la Prison de Millbank, mise en service en 1816 et désaffectée en 1890. Ce musoir se trouvait au bout du grand escalier qu'empruntaient jusqu'en 1867 les prisonniers condamnés à la déportation pour leur transfert vers l'Australie. »
Il subsiste entre Cureton Street and John Islip Street une partie du fossé d'enceinte de la prison. Les résidents de Wilkie House y pendent leur linge à sécher.
Des fouilles archéologiques menées entre la fin des années 1990 et le début des années 2000 sur les sites du Chelsea College of Art and Design et de la Tate Britain ont permis de dégager d'importants vestiges des fondations des murs en pentagone de la prison, d'une partie de l'hexagone intérieur, de deux des miradors, des égouts et du radier flottant de Smirke,.
English Heritage estime que les piliers en granite de l'entrée de Purbeck House à Swanage, dans le Dorset, ainsi que le bollard en granite posé à côté, pourraient provenir de la Prison de Millbank.

## Dans les œuvres de fiction
Charles Dickens décrit cette prison dans son roman La Maison d'Âpre-Vent (1852–3). L'un des personnages y est détenu, et reçoit entre autres la visite d'Esther Summerson, l'une des narratrices : celle-ci donne une brève description de l'endroit.
Dans un roman réaliste d'Henry James, La Princesse Casamassima (1886), la prison forme le cadre de la « scène primitive » de Hyacinth Robinson : la visite à sa mère, agonisant dans l'infirmerie du centre de détention, fait l'objet du chapitre 3. Henry James avait lui-même procédé au repérage des lieux à Millbank le 12 décembre 1884. 
Sir Arthur Conan Doyle, au chapitre 8 de Le Signe des quatre (1890), décrit Holmes et Watson traversant la Tamise depuis la maison de Mordecai Smith pour rallier la rive d'en-face, à Millbank.
Au chapitre 8 du Monde perdu (1912) de  Conan Doyle, le Professeur Challenger fait part de son dégoût pour les bords de la Tamise, car il considère cet endroit comme la destination finale de son corps (il s'imagine en effet être enterré dans l'Abbaye de Westminster) ; mais son rival, le Pr Summerlee, qui lui voit un autre destin, répond ironiquement que ce dégoût n'a plus lieu d'être, puisque la prison de Millbank vient d'être démolie.
La prison est l'un des décors du roman de Sarah Waters, Affinités (1999). 
Dans Le Testament de Sherlock Holmes (Éditions du Rocher, 2005), un roman de Bob Garcia contant une aventure apocryphe du célèbre détective londonien, ce dernier est appelé par Lestrade pour enquêter sur une évasion incompréhensible au pénitencier de Millbank (chapitre 3). Holmes et Watson s'y rendent et Sherlock résout le mystère de l'évasion. La prison est présentée comme accueillant les criminels les plus dangereux d'Angleterre et comme un établissement hyper sécurisé d'où les évasions sont réputées impossibles. Cette description ne correspond pas à la nature historique de la prison, qui avait fermé en 1890 et en outre n'accueillait plus de détenus depuis 1886. 

## Sources
- (en) Cet article est partiellement ou en totalité issu de l’article de Wikipédia en anglais intitulé « Millbank Prison » (voir la liste des auteurs).